# Rhyacophila obelix
Rhyacophila obelix är en nattsländeart som beskrevs av Malicky 1979. Rhyacophila obelix ingår i släktet Rhyacophila och familjen rovnattsländor. Inga underarter finns listade i Catalogue of Life.